# San Martín de Oscos (kommunhuvudort)
San Martín de Oscos är en kommunhuvudort i Spanien.   Den ligger i provinsen Province of Asturias och regionen Asturien, i den nordvästra delen av landet, 400 km nordväst om huvudstaden Madrid. San Martín de Oscos ligger 713 meter över havet och antalet invånare är 471.
Terrängen runt San Martín de Oscos är kuperad. Runt San Martín de Oscos är det glesbefolkat, med 9 invånare per kvadratkilometer. Närmaste större samhälle är Fonsagrada, 17,9 km sydväst om San Martín de Oscos. I omgivningarna runt San Martín de Oscos växer i huvudsak blandskog.